# Municipio de Gould (Minnesota)
El municipio de Gould (en inglés: Gould Township) es un municipio ubicado en el condado de Cass en el estado estadounidense de Minnesota. En el año 2010 tenía una población de 224 habitantes y una densidad poblacional de 1,96 personas por km².

## Geografía
El municipio de Gould se encuentra ubicado en las coordenadas 47°12′3″N 94°12′12″O / 47.20083, -94.20333. Según la Oficina del Censo de los Estados Unidos, el municipio tiene una superficie total de 114.49 km², de la cual 86,91 km² corresponden a tierra firme y (24,08 %) 27,57 km² es agua.

## Demografía
Según el censo de 2010, había 224 personas residiendo en el municipio de Gould. La densidad de población era de 1,96 hab./km². De los 224 habitantes, el municipio de Gould estaba compuesto por el 36,61 % blancos, el 0,45 % eran afroamericanos, el 57,59 % eran amerindios, el 0,45 % eran asiáticos, el 1,34 % eran de otras razas y el 3,57 % eran de una mezcla de razas. Del total de la población el 4,02 % eran hispanos o latinos de cualquier raza.